# Callopora nazcae
Callopora nazcae är en mossdjursart som beskrevs av Moyano 1991. Callopora nazcae ingår i släktet Callopora och familjen Calloporidae. Inga underarter finns listade i Catalogue of Life.